# Distretto di Baoshan (Shuangyashan)
Il distretto di Baoshan (宝山区S, Bǎoshān QūP) è un distretto della Cina, situato nella provincia di Heilongjiang e amministrato dalla prefettura di Shuangyashan.